# Chimbas (departamento)
Chimbas é um departamento da Argentina, localizado na 
província de San Juan.